# شجرة تينيري
شجرة تينيري (بالفرنسية: L'Arbre du Ténéré)‏ هي شجرة طلح اعتبرت في زمن مضى الشجرة الأكثر عزلة في العالم. تقع تقريبًا على بعد 235 كم شمال شرق مدينة أغاديس بالنيجر، وكانت تمثل نقطة دليلية في طرق القوافل التي تعبر صحراء تينيري حتى أسقطتها شاحنة سنة 1973.

## تقديم
كانت شجرة تينيري الوحيدة التي يمكن تمثيلها على خريطة بمقياس 000 000 1/4، والأسطورة جعلت منها الشجرة الأكثرة عزلة في العالم، حين قالوا بعدم وجود أي شجرة أخرى على نطاق 400 كلم. وفيما بعد أثبت وجود واحة تيميا والتي لا تبعد سوى بـ 150 كلم عن شجرة تينيري.
شجرة تينيري هي الناجي الأخير من مجموعة الأشجار التي نمت في في الصحراء في زمن كان أقل جفافا. في شتاء 1938-1939 م حفر جنود فرنسيون بئرا بجانبها لتسهيل تنقل القوافل العسكرية في المنطقة فوجدوا جذورها بلغت طبقة المياه الجوفية على عمق 30 مترا. وفي سنة 1973م أسقطت شاحنة شجرة تينيري وفي 8 نوفمبر 1973م تم نقل الشجرة الميتة إلى المتحف الوطني بوهاما في نيامي واستبدلت بنحت حديدي بسيط يمثلها.
كتب ميشال لسور وهو قائد في مهمة لعساكر الحلفاء عندما رآى الشجرة في 21 ماي 1939م
| شجرة تينيري | أولا يجب رؤية الشجرة لتصديق وجودها، ما هو سرها؟ كيف يمكن أن تزال حية على الرغم من جموع الإبل التي تدوس على جانبيها؟. كيف أمكن في كل أزلاي أن لا يضيع أحد الجمال ويأتيها فيأكل أوراقها وأشواكها. كيف لم يقطع الطوارق العديدون الذين يقودون قوافل الملح أغصانها ليشعلوا حتى يشربوا الشاي؟ الجواب أن هذه الشجرة من المحرمات وأصحاب القوافل يعتبرونها كذلك. هناك نوع من الخرافات، أمر قبلي محترم دائما. في كل سنة يتجمع الأزلاي حول الشجرة قبل أن يواجهوا ويعبروا تينيري، فقد صارت هذه الشجرة منارة حية: فهي أول وآخر معلم أرضي للأزلاي وهم مغادرين من أغاديس إلى بيلما أو عائدين. | شجرة تينيري |

وفي كتابه «ملحمة تينيري» استكشف عالم الأعراق الفرنسي هنري لوتي ووصف أحداث يومين إلى شجرة تينيري. زيارته الأولى كانت سنة 1934 م بمناسبة عبور أول سيارة بين جانت وأغديس، فوصف الشجرة بأنها: «طلح بجذع متدهور، مريضة في مظهرها ومع ذلك فالشجرة لها أوراق خضراء جميلة وبعض الأزهار الصفراء». ثم زارها مرة أخرى بعد 25 سنة في 26 نوفمبر 1959م مع بعثة بارلي-تينيري ولكنه وجدها تضررت بشدة بعد أن دهستها الشاحنة:
| شجرة تينيري | كانت هذه الشجرة من قبل ذات أوراق وأزهار، واليوم هي شجرة عارية بأشواك دون ألوان، لم أستطع التعرف عليها، فمن قبل كان لها جذعان واليوم هي بجذع واحد بجذل على الجانب مقطوعة، بل مقطوعة على متر من الأرض. مالذي حدث لهذه الشجرة التعيسة؟ بكل بساطة، شاحنة ذاهبة إلى بيلما دهستها...ولكن كان لها الفضاء الواسع لتتفاداها...الشجرة المحرمة، المقدسة التي لا يجرأ بدوي هنا أن يؤذيها بيديه... كانت ضحية لميكانيكي... | شجرة تينيري |